# SS Sirius (1837)
«SS Sirius» (англ. SS Sirius) — пасажирський колісний пароплав, побудований у 1837 році у Шотландії.
Перший пароплав, що переплив Атлантичний океан без допомоги парусів. Шлях із Корка в Нью-Йорк зайняв у «Сіріуса» 18 днів і 10 годин. «SS Sirius» на кілька годин випередив конкурента — пароплав «Грейт Вестерн», котрий пішов у море на чотири дні пізніше. «SS Sirius» прийнято вважати першим носієм блакитної стрічки, хоча сам термін увійшов у вжиток кількома десятиліттями пізніше.